# Cabera pseudognophos
Cabera pseudognophos är en fjärilsart som beskrevs av Louis Beethoven Prout 1917. Cabera pseudognophos ingår i släktet Cabera och familjen mätare. Inga underarter finns listade i Catalogue of Life.